# Marthe Keller
Marthe Keller (Basilea, 28 de enero de 1945) es una actriz de cine y teatro y directora de ópera, de nacionalidad suiza.

## Carrera

### Primeros años
Marthe estudió ballet de niña, pero tuvo que dejarlo tras un accidente de esquí a los 16 años. Cambió a la actuación y trabajó en Berlín, en el Schiller Theater y el Berliner Ensemble.

### Trabajos en cine
Las primeras apariciones cinematográficas de Keller fueron Funeral in Berlin (1966) de Guy Hamilton (en la que no fue acreditada) y en la película alemana Wilder Reiter GmbH (1967) de Franz-Josef Spieker. En la década de los 70, apareció en diversas películas francesas como: Un cave de Gilles Grangier  (1971), La raison du plus fou de François Reichenbach (1973) y Toute une vie de Claude Lelouch (1974). Sus actuaciones cinematográficas más famosas en Estados Unidos son con Dustin Hoffman en Marathon Man (1976) y como terrorista palestina y fatalista que lidera un ataque a la Super Bowl en Black Sunday (1977). Keller actuó junto a Al Pacino en el drama romántico Bobby Deerfield (1977), basado en la novela de Erich Maria Remarque Heaven Has No Favorites. Posteriormente, los dos estuvieron inmersos en una relación. También actuó junto a William Holden en Fedora (1978), de Billy Wilder.
A partir de 1978, Keller trabajó más en el cine europeo. Sus últimas películas incluyen los ojos oscuros (1987), con Marcello Mastroianni.
En abril de 2016, fue Presidenta del jurado de la sección "Un certain regard" (Una cierta mirada), del Festival de Cannes de 2016.

### Trabajo en Teatro
En 2001, Keller apareció en Broadway, en una adaptación de la obra El Juicio en Nuremberg de Abby Mann, dirigida por John Tillinger. Hizo el papel de la Sra. Bertholt, interpretado por Marlene Dietrich en la versión cinematográfica de Stanley Kramer (1961). Marthe fue nominada para un Premio Tony como Mejor Actriz Destacada por esta actuación.

### Trabajo en Ópera
Aparte de su trabajo en el cine y el teatro, Keller ha desarrollado una carrera en la música clásica como relatora y directora de ópera. En varias ocasiones ha interpretado el papel de Juana de Arco en el oratorio Jeanne d'Arc au bûcher de Arthur Honegger, bajo la dirección de Seiji Ozawa y Kurt Masur. También ha recitado la parte hablada en Perséphone de Igor Stravinsky. Por otro lado, ha participado en melodramas de música clásica para recitador y piano, como Words of the Romantics en el Weill Recital Hall . El compositor suizo Michael Jarrell escribió para Keller el melodrama Cassandre, basada en la novela de Christa Wolf, cuyo estreno mundial fue en 1994.
La primera producción de Keller como directora de ópera fue Dialogues des Carmélites, para la Opéra National du Rhin, en 1999. Esta producción tuvo, el mismo año, una presentación semi-escenificada en la Royal Albert Hall de Londres. Keller ha dirigido Lucia di Lammermoor para Washington National Opera y Los Angeles Opera. Hizo su debut como directora en el Metropolitan Opera con una producción de Don Giovanni (2004).

## Vida personal
Keller tuvo un hijo, Alexandre (nacido en 1971), de su relación con el director Philippe de Broca.

## Teatro
| Year    | Title                                | Author                 | Director                            | Notes                            |
| ------- | ------------------------------------ | ---------------------- | ----------------------------------- | -------------------------------- |
| 1970    | A Day in the Death of Joe Egg        | Peter Nichols          | Michel Fagadau                      | Théâtre de la Gaîté-Montparnasse |
| 1979    | Three Sisters                        | Anton Chekhov          | Lucian Pintilie                     | Théâtre de la Ville              |
| 1982    | Emballage perdu                      | Vera Feyder            | Nelly Borgeaud                      | Théâtre des Mathurins            |
| 1983    | Exiles                               | James Joyce            | Andreas Voutsinas                   | Théâtre Renaud-Barrault          |
| 1983    | Exiles                               | James Joyce            | Andreas Voutsinas                   | Théâtre Renaud-Barrault          |
| 1983-86 | Jedermann                            | Hugo von Hofmannsthal  | Ernst Haeussermann & Gernot Friedel | Festival de Salzbourg            |
| 1984    | Betrayal                             | Harold Pinter          | Sami Frey                           | Théâtre des Célestins            |
| 1986    | Don Carlos                           | Friedrich von Schiller | Michelle Marquais                   | Théâtre de la Ville              |
| 1988    | Hamlet                               | William Shakespeare    | Patrice Chéreau                     | Théâtre Nanterre-Amandiers       |
| 1997    | Kinkali                              | Arnaud Bedouet         | Philippe Adrien                     | Théâtre national de la Colline   |
| 2001    | Judgment at Nuremberg                | Abby Mann              | Joe Tillinger                       | Broadway theatre                 |
| 2008    | The Stronger                         | August Strindberg      | Wadsworth                           | Arclight Theatre                 |
| 2011    | Jan Karski (mon nom est une fiction) | Yannick Haenel         | Arthur Nauzyciel                    | Festival d'Avignon               |

## Filmografía
| Año  | Título                             | Papel                | Director                 |
| ---- | ---------------------------------- | -------------------- | ------------------------ |
| 1966 | Funeral en Berlín                  | Brigit               | Guy Hamilton             |
| 1967 | Wilder Reiter GmbH                 | The nun              | Franz-Josef Spieker      |
| 1969 | Le diable par la queue             | Amélie               | Philippe de Broca        |
| 1970 | Les caprices de Marie              | Marie Panneton       | Philippe de Broca        |
| 1972 | The Old Maid                       | Vicka                | Jean-Pierre Blanc        |
| 1972 | Un cave                            | Catherine            | Gilles Grangier          |
| 1973 | Elle court, elle court la banlieue | Marlène Réval        | Gérard Pirès             |
| 1973 | La raison du plus fou              | The hitchhiker       | François Reichenbach     |
| 1973 | La chute d'un corps                | Marthe Renon         | Michel Polac             |
| 1974 | Toda una vida                      | Sarah & Rachel Stern | Claude Lelouch           |
| 1974 | Only the Wind Knows the Answer     | Angela Delpierre     | Alfred Vohrer            |
| 1975 | Down the Ancient Staircase         | Bianca               | Mauro Bolognini          |
| 1976 | Marathon Man                       | Elsa Opel            | John Schlesinger         |
| 1976 | Le guêpier                         | Melba                | Roger Pigaut             |
| 1977 | Domingo Negro                      | Dahlia Iyad          | John Frankenheimer       |
| 1977 | Bobby Deerfield                    | Lillian              | Sydney Pollack           |
| 1978 | Fedora                             | Fedora / Antonia     | Billy Wilder             |
| 1980 | The Formula                        | Lisa Spangler        | John G. Avildsen         |
| 1981 | The Amateur                        | Elisabeth            |                          |
| 1983 | Der Platzanweiser                  |                      | Peter Gehrig             |
| 1984 | Femmes de personne                 | Cecile               | Christopher Frank        |
| 1985 | Red Kiss                           | Bronka               | Véra Belmont             |
| 1985 | Joan Lui                           | Judy Johnson         | Adriano Celentano        |
| 1987 | Dark Eyes                          | Tina                 | Nikita Mikhalkov         |
| 1989 | Siete minutos para morir           |                      | Klaus Maria Brandauer    |
| 1991 | Lapse of Memory                    | Linda Farmer         | Patrick Dewolf           |
| 1994 | My Friend Max                      | Catherine Mercier    | Michel Brault            |
| 1995 | Sostiene Pereira                   | Mrs. Delgado         | Roberto Faenza           |
| 1997 | Women                              | Barbara              | Luís Galvão Teles        |
| 1997 | K                                  | Nora Winter          | Alexandre Arcady         |
| 1997 | Nuits blanches                     | Julia                | Sophie Deflandre         |
| 1998 | The School of Flesh                | Madame Thorpe        | Benoît Jacquot           |
| 1999 | Le derrière                        | Christina            | Valérie Lemercier        |
| 2002 | Time of the Wolf                   | Rebecca McGregor     | Rod Pridy                |
| 2004 | Die Nacht singt ihre Lieder        | Mother               | Romuald Karmakar         |
| 2005 | Fragile                            | Emma                 | Laurent Nègre            |
| 2007 | Chrysalis                          | Professor Brügen     | Julien Leclercq          |
| 2007 | UV                                 | The mother           | Gilles Paquet-Brenner    |
| 2008 | Cortex                             | Carole Rothmann      | Nicolas Boukhrief        |
| 2008 | Bouquet final                      | Nickye               | Michel Delgado           |
| 2010 | Hereafter                          | Dr. Rousseau         | Clint Eastwood           |
| 2011 | The Giants                         | Rosa                 | Bouli Lanners            |
| 2011 | My Best Enemy                      | Hannah Kaufmann      | Wolfgang Murnberger      |
| 2012 | In a Rush                          | Mina                 | Louis-Do de Lencquesaing |
| 2013 | The Mark of the Angels – Miserere  | Laura Bernheim       | Sylvain White            |
| 2014 | Homo Faber (Trois Femmes)          | Hanna                | Richard Dindo            |
| 2015 | Amnesia                            | Martha Sagell        | Barbet Schroeder         |
| 2016 | After Love                         | Christine            | Joachim Lafosse          |
| 2017 | The Witness                        | Judge D'Amici        | Mitko Panov              |